# Sophie Rois
Sophie Rois, född 1 juni 1961 i Ottensheim, Oberösterreich, är en österrikisk skådespelerska.

## Utmärkelser
Rois har bland annat vunnit Tyska filmpriset för bästa kvinnliga huvudrollsinnehavare två gånger, 2009 och 2011.

## Roller i urval
- 1993 – Wir können auch anders...
- 1997, 2012 – Polizeiruf 110 (TV-serie) (2 avsnitt)
- 1998 – Överraskande arv
- 2001 – Enemy at the Gates
- 2001 – Familjen Mann (miniserie)
- 2008 – Der Architekt
- 2010 – Tre
- 2014 – Der Anständige
- 2019 – A Hidden Life